# 夜の本気ダンス
夜の本気ダンス（よるのほんきダンス）は、日本のダンスロック・バンド。所属レーベルはビクターエンタテインメント/Getting Better。略称は「夜ダン（よるだん）」。

## 略歴
2008年に京都府で結成。鈴鹿と町田が高校時代に組んでいた銀杏BOYZのコピーバンドが前身。高校を卒業すると同時にオリジナルをやろうということになり、ボーカルが抜けて米田が加入。その頃はゆらゆら帝国や嘘つきバービーのようなサイケデリックなサウンドを目指していた。その後、ベーシストも就職活動などで忙しくなり、代わりにマイケルが加入。
バンド名の由来は、結成当時のメンバーの家の壁に貼ってあった新聞の切り抜きから。怪しくてうねって踊らせる感じをイメージしたもの。
2014年2月にタワーレコード限定シングル「Bitch」を発表したのち、3月に初の全国流通ミニアルバム『DANCE STEP』を、同年11月にアルバム『DANCE TIME』をリリース。2015年にシングル「By My Side」を発売。2016年2月から3月にかけてスペースシャワーTV主催のライブツアー「スペースシャワー列伝15周年記念公演 JAPAN TOUR 2016」に出演。同年3月9日、アルバム『DANCEABLE』をビクターエンタテインメントからリリースし、メジャー・デビュー。2016年12月7日にメジャーデビュー後初となる、両A面シングル「Without You / LIBERTY」を発売。
2016年9月23日のライブを最後に、ギターの町田が脱退。その後新メンバー西田一紀（ex DAISY LOO）が加入。2016年10月2日に下北沢SHELTERでのライブにて新体制初お披露目された。
3月31日、結成10年目を迎える。オールナイトライブを実施した。
2020年に東京、大阪でのワンマン初ホール公演を成功させ、そこで披露された曲「SMILE SMILE」に新たにバンド史上初のホーンセクションを加え、6月10日に配信シングルとしてリリース。6月28日、9月14日、11月2日の3回無観客配信ライブを敢行した。
2024年12月5日、公式ホームページにて、2025年2月21日にZepp Shinjukuにて行われる「ENISHING GOES」TOUR ファイナル公演をもって、マイケル（ベース）・西田一紀（ギター）の両名が脱退することが発表された。

## メンバー
- 米田貴紀 ギターボーカル 1990年1月6日生まれ。A型。京都府宇治市出身。
- 鈴鹿秋斗 ドラムス 1989年11月2日生まれ。A型。京都府宇治市出身。
  - カノウプスとエンドース契約[9]

元メンバー
- 町田建人 ギター
  - 2016年9月23日、「僕が子供のころから抱いている、もう一つの夢をかなえたい」ことを理由に脱退[6]
- マイケル ベース 1989年9月7日生まれ。A型。大阪府高槻市出身。
  - 2020年12月21日、地元高槻の観光大使に就任[10]。2025年2月21日をもって脱退。
- 西田一紀 ギター 1990年5月29日生まれ。A型。兵庫県神戸市出身。
  - 夜ダン加入前はDAISY LOOで活動。2025年2月21日をもって脱退。

## ディスコグラフィー

### 参加作品
| 発売日         | タイトル                            | 規格品番     | 収録曲                 | 備考                                                         |
| -------------- | ----------------------------------- | ------------ | ---------------------- | ------------------------------------------------------------ |
| 2013年06月12日 | onion night! COMPILATION            | RDCA-1031    | fuckin' so tired       | onion night!/HIP LAND MUSIC                                  |
| 2015年11月25日 | WARIKAN                             | BZCS-5030    | 戦争                   | FM802『RADIO∞INFINITY』5周年記念コンピレーション・アルバム   |
| 2017年03月29日 | AKG TRIBUTE                         | KSCL-2896    | N.G.S                  | ASIAN KUNG-FU GENERATION結成20周年記念トリビュート・アルバム |
| 2018年1月10日  | Yesterday Today Tomorrow            | NIW-137      | nothin' without you    | フルカワユタカソロアルバムに米田貴紀がゲストボーカルで参加   |
| 2019年01月09日 | SAITAMA                             | SECL-2370/71 | なにをやってもあかんわ | 岡崎体育アルバムに鈴鹿秋斗がドラム・腹太鼓で参加             |
| 2021年10月13日 | I was born 10 years ago.～TRIBUTE～ | TGUY-014     | BABY君は悪魔ちゃん     | 愛はズボーン10周年記念トリビュート・アルバム                 |
| 2021年10月20日 | FIGHT CLUB                          | SECL-2698/99 | Hospital               | 岡崎体育アルバムに鈴鹿秋斗がドラムで参加                     |

## タイアップ一覧
| 使用年 | 曲名             | タイアップ                                                                          |
| ------ | ---------------- | ----------------------------------------------------------------------------------- |
| 2013年 | This is pop      | 関西テレビ『音エモン』2月エンディングテーマ                                         |
| 2016年 | Crazy Dancer     | テレビ朝日系全国放送『Musicる TV』2016年3月度オープニングテーマ                     |
| 2016年 | Crazy Dancer     | 読売テレビ『音力-ONCHIKA-』2016年3月度エンディングテーマ                            |
| 2017年 | SHINY            | NHK Eテレ アニメ『境界のRINNE』第3シリーズ オープニングテーマ（第51話 - 第62話）    |
| 2017年 | Ride             | 『モンストグランプリ2017 チャンピオンシップ』イメージソング                         |
| 2017年 | TAKE MY HAND     | フジテレビ系木曜劇場『セシルのもくろみ』主題歌                                      |
| 2017年 | TAKE MY HAND     | フジテレビ系『魁!ミュージック』8月度エンディングテーマ                              |
| 2017年 | BIAS             | フジテレビ スピンオフドラマ『セシルボーイズ』主題歌                                 |
| 2017年 | Call out         | テレビ朝日系全国放送『Musicる TV』2017年10月度オープニングテーマ                    |
| 2018年 | Call out         | 舞台『モブサイコ100』オープニングテーマ                                             |
| 2018年 | Eve              | 舞台『モブサイコ100』エンディングテーマ                                             |
| 2019年 | Forever young    | 日本テレビ系『バゲット』2019年5月エンディングテーマ                                 |
| 2019年 | Sweet Revolution | 近鉄パッセ「Pass'e大感謝祭!!」CMソング                                              |
| 2019年 | Sweet Revolution | ABCテレビ『ビーバップハイヒール』6月度エンディング曲                                |
| 2019年 | Sweet Revolution | テレビ愛知『a-NN』6月度エンディング曲                                               |
| 2019年 | Ain't no magic   | 映画『恋するアンチヒーロー THE MOVIE』主題歌                                        |
| 2021年 | GIVE & TAKE      | ABCテレビ ナイトinナイト『やすとものいたって真剣です』2021年1月度エンディングテーマ |

## ヘヴィー・ローテーション/パワープレイ

### テレビ
| 放送年 | 曲名         | ヘヴィー・ローテーション/パワープレイ     |
| ------ | ------------ | ----------------------------------------- |
| 2016年 | Crazy Dancer | スペースシャワーTV 2016年3月度POWER PUSH! |

## 主なライブ

### ワンマンライブ・主催イベント
- 2014年11月29日 - 夜の本気ダンス presents "O-BAN-DOSS"
  - w/Charisma.com / 完全にノンフィクション
- 2015年09月22日 - 夜の本気ダンス 初ワンマン「梅シャン! ONE MAN SHOW!」
- 2016年01月08日〜01月15日 - 夜の本気ダンスのワンマン「G-A-SHOW !」
- 2016年03月07日 - 生中継!ダンサブル!トゥナイト
- 2016年03月31日 - 「ヤングアダルト」再発記念!KYOTO de ONE MAN SHOW!
- 2016年07月23日 - 「WONDERFUL! DANCEABLE! ENSEMBLE! + 1
- 2016年10月23日 - ALA-UMI-DOSS 2016 ～ろっくでなしに、何言ってんだ、みんな違ってオンリーワンダンサー!～
  - w/ドラマチックアラスカ / フレデリック
- 2017年07月04日 - 夜の本気ダンス「No rain, new days o'scene」
- 2018年03月31日 - 夜の本気ダンス "O-KAGE-DOSS！10th Anniversary！"
- 2018年06月01日･02日･07日 - 髭と夜の本気ダンスがやります。 - 愛知 NAGOYA CLUB QUATTRO･大阪 Banana Hall･東京 SHIBUYA CLUB QUATTRO
  - w/ 髭
- 2018年07月24日･27日 - 夜の本気ダンス presents “O-BAN-DOSS”
  - w/ DATS / 岡崎体育
  - w/ THE BACK HORN / パノラマパナマタウン
- 2019年3月10日 - 夜の本気ダンス presents O-KAGE-DOSS ～きゃっち・ざ・京都～ - 京都・KBSホール
- 2019年5月21日･28日 - 『Fetish』リリース記念 "地ベタリアンライブ" - 川崎CLUB CITTA'･OSAKA MUSE
- 2019年09月28日･10月04日･09日 - 髭と夜の本気ダンスがやります。2 - 水戸 LIGHT HOUSE･京都 磔磔･渋谷 CLUB QUATTRO
  - w/ 髭
- 2021年07月22日 - FC会員限定ライブ「HONKI TONKY CRAZY I LOVE YOU」 - 新宿LOFT
- 2021年12月22日 - 夜の本気ダンス×ハンブレッダーズ presents「ドキドキ☆ハッピーフレンズ！ ～クリスマス編～」 - EX THEATER ROPPONGI
  - w/ ハンブレッダーズ , 忘れらんねえよ
- 2022年03月26日 - 夜の本気ダンス presents "O-BAN-DOSS" - 京都 KBSホール
  - w/ キュウソネコカミ / the engy
- 2023年03月25日･26日 - 夜の本気ダンス presents KYOTO-O-BAN-DOSS - 京都 KBSホール
  - day1 w/ 水曜日のカンパネラ , 四星球 , DOPING PANDA , ドミコ , Panorama Panama Town
  - day2 w/ おいしくるメロンパン , 岡崎体育 , ネクライトーキー , 髭 ,フレデリック
- 2023年08月11日 - FC会員限定ライブ「Chika Chika SHOW」 - 下北沢 近道
- 2023年08月28日 - ソゴウ会(鈴鹿秋斗所属)主催イベント SOGO MEETINGS - 大阪・なんばHatch
  - w/ キュウソネコカミ , 四星球 , ヤバイTシャツ屋さん
- 2024年03月30日 - KYOTO-O-BAN-DOSS "FAN FAN FANJ" - 京都FANJ
- 2024年03月30日 - KO-BAN-DOSS - 京都METRO
  - w/ (Live act) Panorama Panama Town , Charisma.com , Summer Whales / (DJs) THIS JAM(マイケル&ベックfrom特ロボ祭SF) , 金城昌秀(愛はズボーン) , mogura(livehouse nano)
- 2024年8月19日 - 夜の本気ダンス＆清水音泉主催「Dance To 湯（You）」 - 味園ユニバース
  - w/ BRADIO / NIKO NIKO TAN TAN
- 2024年11⽉05日 - IZUMO HONKI DISCO - 出雲 APOLLO
  - w/ the telephones

## 出演

### ラジオ
- THE KINGS PLACE（J-WAVE、2016年10月3日 ‐ 2018年3月26日、毎週月曜日パーソナリティ[25][26]）
- 夜の本気ダンスのラジダン!（KBS京都、2018年10月 ‐、毎週金曜日23:00 ‐ 24:00[27]）